# Polyspilota pavani
Polyspilota pavani är en bönsyrseart som beskrevs av Scott LaGreca 1966. Polyspilota pavani ingår i släktet Polyspilota och familjen Mantidae. Inga underarter finns listade i Catalogue of Life.